# Хакімова Ірина Шаріфзянівна
Ірина Шаріфзянівна Хакімова (нар.. 29 березня 1951, Юрюзань, Челябінська область, Російська РФСР, СРСР) — радянська і російська артистка балету, педагог, народна артистка РРФСР.

## Біографія
Ірина Шаріфзянівна Хакімова народилася 29 березня 1951 року в Юрюзань Челябінської області в родині Ганни Макарівни та Шаріфзяна Фазильяновича Хакімових.
У 1970 році закінчила Пермське хореографічне училище (клас Людмили Сахарової).
З 1970 року виступала в Татарському театрі опери та балету імені Муси Джаліля в Казані. За більш ніж 25 років роботи в театрі, станцювала більше тридцяти провідних партій у класичних і національних балетах. Ірина Хакімова започаткувала традиції проведення творчих вечорів на сцені Татарського оперного театру із запрошенням провідних солістів балету найбільших театрів Росії. Три вечори Ірини Хакімової в Казані і бенефіс у Москві мали величезний успіх.
У 1970—1980 роках багато гастролювала; виступала в НДР, Румунії, Італії, Франції, Португалії, Мексиці, США, Японії, країнах Західної Африки (Гана, Гамбія, Бенін, Нігерія, Сенегал, Марокко), на Кіпрі, в багатьох містах СРСР.
В даний час — педагог Казанського хореографічного училища. Серед її учениць Олександра Єлагіна, Ірина Логінова, Ольга Алексєєва.
У 1980—1985 роках була депутатом Верховної Ради Татарської АРСР.

### Родина
- Чоловік — артист балету Віталій Миколайович Бортяков (нар.. 1959), народний артист Татарської АРСР (1984).
- Дочка — артистка балету Катерина Віталіївна Бортякова (нар.. 1982), закінчила Казанське хореографічне училище, виступала в Татарському театрі опери та балету, нині — солістка московської трупи «Корона російського балету»[3].

## Премії та нагороди
- Народна артистка Татарської АРСР (1976).
- Республіканська премія Татарської АРСР імені Габдулли Тукая (1977).
- Заслужена артистка РРФСР (27.11.1981)[4].
- Народна артистка РРФСР (24.08.1987).

## Партії в балетах
- «Шурале» Фаріда Ярулліна — Сююмбіке
- «Сильфіда» Х. Левенскьєльда — Сильфіда
- «Жизель» Адольфа Адана — Жизель
- «Лебедине озеро» Петра Чайковського — Одетта-Оділлія
- «Спляча красуня» Петра Чайковського — Аврора
- «Лускунчик» Петра Чайковського — Маша
- «Корсар» Адольфа Адана, Лео Деліба, Рікардо Дріґо, Цезаря Пуні — Медора
- «Баядерка» Людвіга Мінкуса — Нікія
- «Ромео і Джульєтта» Сергія Прокоф'єва — Джульєтта
- «Дон Кіхот» Людвіга Мінкуса — Кітрі
- «Водяна» Енвера Бакірова — Сэрви
- «Анюта» Валерія Гавриліна — Анюта
- «Дві легенди» Назіба Жиганова — Зюгра, Нжері
- «Бессмертня пісня» А. Монасипова — муза поета
- «Кармен-сюїта» Р. Щедріна (постановка А. Плисецького) — Кармен